# Mering
Mering là một đô thị ở huyện  Aichach-Friedberg bang Bayern thuộc nước Đức.

## Địa lý

### Vị trí
Mering nằm ở rìa đồng bằng sỏi đá (do sông băng để lại Lechfeld cách  Augsburg khoảng 15 km về phía đông nam. Vùng này nằm trong khu vực Lechrain. Con sông quan trọng nhất trong khu vực xã là  Paar.Phía tây của xã là sông Lech và đập ngăn Lech 23  (Lechstaustufe 23).

### Làng xã
Xã có 6 làng:
- Baierberg
- Harthof
- Mering
- Meringerzell
- Reifersbrunn
- Sankt Afra

### Giáp giới
|          | Kissing        | Hörmannsberg |
| Augsburg | Các xã lân cận | Ried         |
|          | Merching       |              |